# Liberaldemokratiska partiet (Kenya)
Liberaldemokratiska partiet (engelska: Liberal Democratic Party, LDP) är ett politiskt parti i Kenya, som är observatör i den Liberala internationalen. Partiledare är Raila Odinga.
Sommaren 2001 lämnade en rad medlemmar regeringspartiet KANU (i protest mot att Uhuru Kenyatta utsetts till partiets presidentkandidat) och anslöt sig till LDP. Många av dessa hade tidigare tillhört Nationaldemokratiska partiet.
I de allmänna valen den 27 december 2002, var LDP en del av valalliansen Nationella regnbågskoalitionen, som erövrade 56,1 procent av rösterna i parlamentsvalet och 125 av 212 platser i parlamentet. 59 av dessa mandat tillföll LDP.
Regnbågskoalitionens presidentkandidat Mwai Kibaki fick samma dag 62,2 procent av rösterna och svors den 30 december 2002 in som Kenyas tredje president.
Efter valet uppstod snart spänningar mellan LDP och Kibaki sedan den sistnämnde vägrat fullfölja den överenskommelse som låg till grund för bildandet av regnbågskoalitionen. Enligt denna skulle LDP tilldelas 50 procent av ministerposterna och en ny grundlag skulle minska presidentens makt och säkra inrättandet av en premiärministerpost som skulle tillfalla Odinga.
2005 genomfördes en folkomröstning om en ny grundlag där Odinga och LDP verkade för ett nej medan Kibaki och hans nationella alliansparti stod på ja-sidan. Sedan nej-sidan vunnit sprack regnbågskoalitionen. LDP lämnade regeringen och bildade tillsammans med KANU Orange Democratic Movement.